# 程振声
程振声（1935年2月—2017年4月14日），辽宁朝阳人，中华人民共和国政治人物。

## 生平
1955年9月，加入中国共产党。1966年1月,调入中共中央马列主义研究院从事理论研究工作。1973年6月，任第一机械工业部政治部理论教员。1973年12月，调入国务院政工小组工作。1979年至1989年3月，任李先念秘书。1984年11月，兼任国务院办公厅外事组副组长；1987年7月，兼任国务院办公厅正局级政务专员。1991年6月，任国务院外事办公室副主任。1992年7月至1996年6月，任中华人民共和国驻土库曼斯坦特命全权大使。2017年4月14日，因病医治无效在北京逝世，享年82岁。